# Port lotniczy Hilo
Port lotniczy Hilo (IATA: ITO, ICAO: PHTO) – port lotniczy położony w Hilo, na wyspie Hawaiʻi, w stanie Hawaje, w Stanach Zjednoczonych.